# Fast and Furious 6
Pour les articles homonymes, voir The Fast and the Furious.
Série Fast and Furious
Fast and Furious 5
(2011) Fast and Furious 7
(2015)
Pour plus de détails, voir Fiche technique et Distribution.
Fast and Furious 6 (Furious 6), ou Rapides et dangereux 6 au Québec, est un film d'action américano-nippo-hispano-anglais de Justin Lin et sorti en 2013. Il s'agit du sixième film de la série Fast and Furious.
Le film débute alors que Dominic Toretto, Brian O'Conner et toute leur équipe, après le casse de Rio de Janeiro ayant fait tomber l'empire criminel d'Hernan Reyes, se sont dispersés dans le monde entier en empochant 100 millions de dollars. Mais l’incapacité de rentrer chez eux et l’obligation de vivre en cavale permanente, laissent à leur vie le goût amer de l’inaccomplissement. Pendant ce temps Luke Hobbs traque un groupe de pilotes mercenaires aux talents redoutables, dont le meneur, Owen Shaw, est secondé d’une main de fer par Leticia Ortiz, que Dominic croyait avoir perdu pour toujours. Estimant que la seule façon de mettre un terme à leurs agissements est de faire appel aux meilleurs pilotes qui soient, Luke demande donc à Dominic de rassembler son équipe de choc à Londres. Il leur promet en qu'échange, ils seront tous graciés et pourront retourner auprès de leurs familles, afin de vivre une vie normale.

## Synopsis
Après le succès de leur dernier casse à Rio, Dominic Toretto, Brian O'Conner et leurs équipiers se sont retirés partout dans le monde : Dominic avec Elena Neves ; Brian avec Mia Toretto et leur fils Jack O'Conner, qui vient à peine de naître ; Han Seoul-Oh et Gisele Harabo à Hong-Kong ; et Roman Pearce et Tej Parker vivant dans le luxe.
Pendant ce temps, l'agent Luke Hobbs, accompagné de sa nouvelle collègue Riley Hicks, enquête sur la destruction d'un convoi militaire russe par une bande de chauffeurs mercenaires menés par Owen Shaw, un ancien soldat des forces spéciales britanniques. Sachant qu'il ne pourra le capturer seul, Hobbs se rend aux îles Canaries pour convaincre Dom de réunir son équipe afin de l'aider. Mais c'est en voyant sur une des photos son ancien amour Leticia Ortiz, qu'il croyait morte, que ce dernier va rapidement accepter. Après avoir rassemblé Brian et toute son équipe à Londres (excepté Mia, Leo, Santos et Elena), Dominic accepte la mission à condition d'être graciés et de reprendre le cours d'une vie normale aux États-Unis.
Ils se rendent donc à Londres, où l'un des sbires de Shaw les conduit à la planque de ce dernier, mais en réalité il s'agit d'un piège destiné à distraire la police ainsi que toute l'équipe, alors que Shaw et ses associés effectuent un hold-up dans les bureaux d’Interpol. Ce dernier s'enfuit et fait exploser sa planque pour coincer les policiers, mais Dom et son équipe parviennent à le poursuivre. C'est alors que Letty apparaît, tire sur Dominic et s'enfuit. De retour à leur planque, Hobbs révèle à l'équipe entière que Shaw compte voler plusieurs composants afin de créer une bombe à impulsion électromagnétique qui peut désactiver toute technologie dans une région et qu'il a l'intention de le vendre au plus offrant. Pendant ce temps, Shaw enquête sur la relation que Letty avait avec Dom mais celle-ci admet n'en avoir aucun souvenir. Plus tard, Han, Gisele, Roman et Riley vont au repaire de Shaw pour pouvoir en savoir plus sur ses intentions. Mais le tout dégénère rapidement, et deux bagarres s'engagent dans le métro londonien : Riley combat Letty alors que Han et Roman se frottent à Jah, un homme de main d'Owen. Letty et Jah parviennent à s'enfuir, tandis que Ivory meurt, tué par Gisele.
Dom apprend plus tard qu'Owen était un complice d'un ancien ennemi, Arturo Braga, que lui et Brian avaient mis derrière les barreaux quelque temps auparavant. Brian décide de regagner les États-Unis en tant que prisonnier pour pouvoir atteindre Braga. Cette stratégie se révèle payante, puisque celui-ci lui avoue comment Letty a survécu à l'explosion qui était supposée la tuer. Shaw avait l'intention de l'achever à l’hôpital, mais a préféré l'utiliser puisqu'elle était devenue amnésique. Aidé par l'Agent Michael Stasiak, un ancien collègue du FBI, Brian est ensuite relâché de la prison et regagne Londres sans encombre.
Pendant ce temps, à Londres, Dom défie Letty en duel sur une course automobile. Après avoir gagné, Dom se remémore les souvenirs qu'il a eu avec Letty même si cette dernière ne se souvient toujours de rien. Après qu'elle a quitté les lieux, Shaw apparaît et affirme à Dominic qu'il s'est renseigné sur toute son équipe. Cela lui a permis de comprendre une chose : si lui s'est contenté de former une équipe, Dom considère la sienne comme sa famille, et son attachement envers eux le rend vulnérable. Shaw laisse à Dom une chance de s'en aller, ce qu'il refuse.
Tej suit la prochaine attaque de Shaw qui aura lieu à une base de l'OTAN en Espagne. Ce dernier et son équipe attaquent un convoi militaire qui transporte une puce informatique pour compléter son dispositif. Shaw, accompagné de Letty, réquisitionne un tank et sème la terreur sur une autoroute, écrasant toutes les voitures se trouvant sur son passage. Heureusement, Brian et Roman parviennent à renverser le tank mais ce faisant Letty est projetée hors du char. En risquant sa vie, Dom se jette de sa voiture au-dessus du vide et, en rattrapant Letty projetée dans les airs, lui évite une chute mortelle. Ils parviennent à capturer Shaw, mais ce dernier leur révèle qu'il a envoyé son équipe aux îles Canaries afin de kidnapper Elena, Mia et Jack. L'équipe est donc forcée de libérer Shaw et apprennent alors que Riley est en réalité une taupe qui travaillait pour Shaw qui repart alors avec lui. À ce moment-là, Letty change de côté et rejoint l'équipe de Dom.
Shaw et son équipe montent dans un avion, mais Dom et les autres parviennent à les rattraper. Brian sauve Mia, la seule que l'équipe de Shaw ait réussi à capturer, et le couple parvient à s'échapper avec une voiture. L'avion essaye de décoller mais il est retenu par les voitures agrippées à lui par des harpons. Han et Gisele se battent contre un homme de main de Shaw, Gisele manque de tomber mais Han la retient. Voyant que Han est menacé avec une arme, Gisele se sacrifie pour sauver ce dernier. Ivre de vengeance, Han tue l’homme en le jetant dans un réacteur de l'avion. Pendant ce temps, dans l'avion, Dom affronte Owen et son dernier homme encore en vie, mais il est rejoint très vite par Hobbs tandis que Letty affronte Riley une nouvelle fois. Dom éjecte Shaw de l'avion qui s'écrase sur le sol ; Letty tue Riley avec un harpon donné par Hobbs. Dom s'échappe à temps de l'avion qui finit par exploser et redonne la puce à Luke qui leur offre leur immunité qu'ils espéraient tant.
De retour chez eux, Dominic et son équipe savourent leur liberté tant espérée et Brian et Mia retrouvent leur enfant. Han annonce aux autres qu'il veut se rendre à Tokyo, comme il l'avait prévu avec Gisele. Ils voient alors Hobbs qui arrive accompagné d'Elena, qui travaille maintenant pour lui. Il confirme à Dominic qu'ils sont libres et graciés. Lorsque Dominic dit à Elena qu'elle peut rester avec eux, celle-ci lui répond cependant que c'est sa famille à lui et que la sienne c'est les forces de l'ordre. Après leur départ, toute l'équipe se réunit autour d'un repas qui conclut le film.
Scène post-générique
Han est à Tokyo, poursuivi par Takashi Kamata. Soudain, une voiture percute la sienne de plein fouet et le tue dans l'explosion. Le pilote en question sort de sa voiture et passe un coup de fil à Dominic en disant : « Dominic Toretto ; tu ne me connais pas, mais ça ne va pas tarder. » Cet homme est Deckard Shaw, le frère d'Owen.

## Fiche technique
- Titre original : Furious 6
- Titre français : Fast and Furious 6
- Titre québécois : Rapides et dangereux 6
- Réalisation : Justin Lin
- Scénario : Chris Morgan, d'après les personnages créés par Gary Scott Thompson
- Musique : Lucas Vidal
- Direction artistique : Guy Bradley, Toby Britton, Gavin Fitch, Erik Polczwartek, Stuart Rose, Dawn Snyder, Su Whitaker, James Hambidge et Leslie Tomkins
- Décors : Jan Roelfs
- Costumes : Sanja Milkovic Hays
- Photographie : Stephen F. Windon
- Son : Frank A. Montaño, Jon Taylor
- Montage : Christian Wagner, Greg D'Auria, Dylan Highsmith, Kelly Matsumoto et Leigh Folsom Boyd
- Production : Vin Diesel, Neal H. Moritz et Clayton Townsend
  - Production exécutive (Russie) : Alexander Dostal
  - Production déléguée : Chris Morgan, Justin Lin, Amanda Lewis et Samantha Vincent
- Sociétés de production[1] :
  - États-Unis : Original Film, One Race Films et Universal Studios, avec la participation de Universal Pictures, en association avec Relativity Media
  - Royaume-Uni : BBC Film (co-production)
  - Japon : présenté en association avec Dentsu et Fuji Television Network
  - Espagne : F & F VI Productions A.I.E.
- Sociétés de distribution :
  - États-Unis, Canada : Universal Pictures
  - Japon : Toho-Towa
  - Royaume-Uni : BBC Film, Universal Pictures International
  - France, Belgique, Espagne : Universal Pictures International
- Budget : 160 millions de $[2]
- Pays d'origine :  États-Unis,  Japon,  Espagne,  Royaume-Uni
- Langues originales : anglais, espagnol, russe, japonais, cantonais et néerlandais
- Format[3] : couleur (DeLuxe) - 35 mm (anamorphic) / D-Cinema - 2,39:1 (Cinémascope) - son SDDS | Dolby Digital | Datasat | Dolby Surround 7.1 | DTS
- Genre : action, aventure, thriller
- Durée[3] : 130 minutes ; 131 minutes (version longue)
- Dates de sortie[4] :
  - Royaume-Uni : 7 mai 2013 (Avant-première à Londres) ; 17 mai 2013 (sortie nationale)
  - France, Belgique, Suisse romande[5] : 22 mai 2013
  - États-Unis, Espagne, Québec[6] : 24 mai 2013
  - Japon : 6 juillet 2013
- Classification[7] :
  - États-Unis : accord parental recommandé, film déconseillé aux moins de 13 ans (PG-13 - Parents Strongly Cautioned)[Note 2]
  - Japon : tous publics - pas de restriction d'âge (Eirin - G)
  - Espagne : déconseillé aux enfants de moins de 16 ans[8]
  - Royaume-Uni : interdit aux moins de 12 ans (12 - Suitable for 12 years and over)[9]
  - France : tous publics avec avertissement[10]

## Distribution
- Vin Diesel (VF : Frédéric van den Driessche[11] ; VQ : Thiéry Dubé[12]) : Dominic Toretto
- Paul Walker (VF : Guillaume Lebon ; VQ : Martin Watier) : Brian O'Conner
- Dwayne Johnson (VF : David Krüger ; VQ : Benoît Rousseau) : Luke Hobbs
- Michelle Rodríguez (VF : Laëtitia Lefebvre ; VQ : Camille Cyr-Desmarais) : Leticia "Letty" Ortiz
- Jordana Brewster (VF : Cécile d'Orlando ; VQ : Aline Pinsonneault) : Mia Toretto
- Tyrese Gibson (VF : Bruno Henry ; VQ : Patrick Chouinard) : Roman Pearce
- Ludacris (VF : Jean-Baptiste Anoumon ; VQ : Martin Desgagné) : Tej Parker
- Sung Kang (VF : Damien Ferrette ; VQ : Joël Legendre) : Han Lue
- Gal Gadot (VF : Ingrid Donnadieu ; VQ : Bianca Gervais) : Gisele Harabo
- Elsa Pataky (VF : Dorothée Pousséo ; VQ : Ariane-Li Simard-Côté) : Elena Neves
- Luke Evans (VF : Raphaël Cohen ; VQ : Louis-Philippe Dandenault) : Owen Shaw
- Gina Carano (VF : Marjorie Frantz ; VQ : Catherine Hamann) : Riley Hicks
- John Ortiz (VF : Philippe Bozo ; VQ : Louis-Georges Girard) : Arturo Braga
- Shea Whigham (VF : Bruno Choël ; VQ : François Trudel) : l'agent Michael Stasiak
- David Ajala (en) (VF : Christophe Peyroux) : Ivory
- Kim Kold (en) (VF : Philippe Dumond) : Klaus
- Thure Lindhardt (VF : Franck Lorrain) : Firuz
- Joe Taslim (en) (VF : Philippe Llado) : Jah
- Clara Paget (VF : Claire Baradat) : Vegh
- Benjamin Davies (en) : Adolfson
- Samuel M. Stewart : Denlinger
- Victor Gardener (es) : le colonel Roelfs
- Rita Ora : la fille qui lance la course à Londres entre Dominic et Leticia (caméo)
- Jason Statham (VF : Boris Rehlinger ; VQ : Sylvain Hétu) : Deckard Shaw (caméo, scène post-générique)

## Production

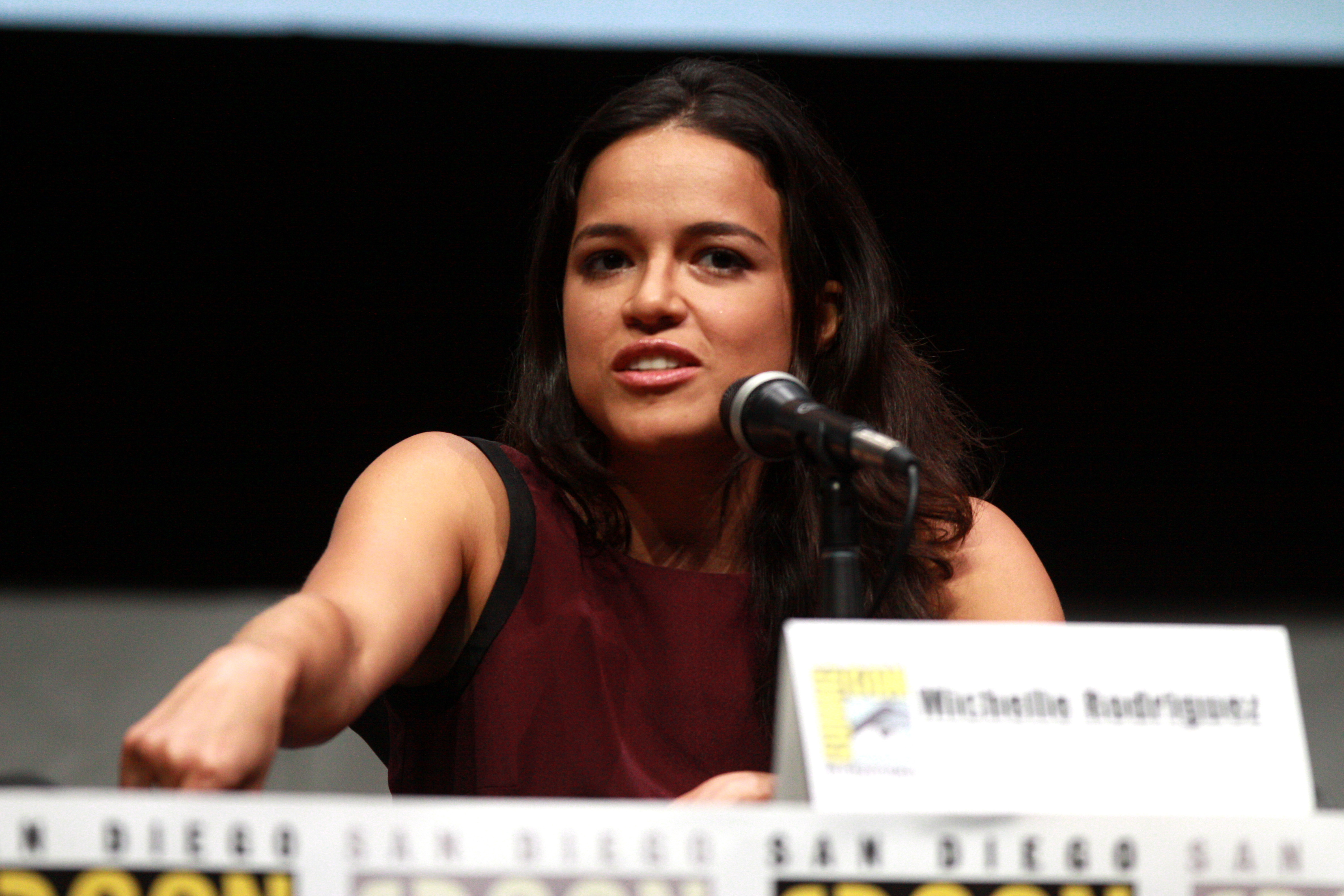
L'actrice Michelle Rodríguez, interprète de Letizia Ortiz, de retour au casting.

### Projet
En janvier 2011, alors que Fast and Furious 5 sort environ 6 mois plus tard, le producteur Neal H. Moritz annonce être déjà en préparation d'un 6e film. Fin 2011, Vin Diesel annonce qu'en raison d'un scénario trop dense, un 7e film pourrait être tourné dans la foulée :

« Avec le succès du dernier épisode, l'introduction de nouveaux personnages et l'amplification de l'ampleur [de la saga], quand nous nous sommes assis pour déterminer ce que nous pourrions mettre dans le numéro 6, nous avons manqué d'espace. Nous devons régler cette histoire. Nous devons servir les relations entre les personnages. Et quand nous avons commencé à mettre tout ceci en place, nous sommes allés au-delà de 110 pages. »

— Vin Diesel
Cet opus fait le lien entre tous les autres films de la saga Fast and Furious. En effet, Arturo Braga, le trafiquant de drogue contre qui se battent Brian O'Conner et Dominic Toretto dans le quatrième volet était en contact avec Owen Shaw et fait une apparition dans le film. On retrouve également Luke Hobbs du précédent opus, qui apporte à Dominic une photo de Letizia Ortiz, présumée décédée. La maison où se retrouve toute l'équipe est celle où Mia Toretto et Dominic vivaient au début de l'histoire. Tej Parker et Roman Pearce, des connaissances de Brian depuis 2 Fast 2 Furious, sont de nouveau présents comme dans le précédent opus. Le lien entre la mort de Han Lue et la présence de Dominic à Tokyo dans Fast and Furious: Tokyo Drift amène l'intrigue du septième film de la série. Des scènes de Los Bandoleros sont réutilisés dans ce film. Vin Diesel a annoncé que Fast and Furious 7, prévu pour juillet 2014, se déroulera au Japon et au Moyen-Orient et sera le début d'une nouvelle trilogie, avec Jason Statham confirmé dans la distribution.

### Attribution des rôles
Des rumeurs annonçaient la participation de Jason Statham ou encore de la chanteuse Rihanna à ce 6e film. Jason Statham participe bien au tournage du film, incarnant Deckard Shaw, le frère d'Owen Shaw, dans une scène se déroulant à Tokyo où il entre en collision avec Han Lue, faisant le lien entre Fast and Furious: Tokyo Drift et le septième volet de la saga. Par contre, c'est la chanteuse britannique Rita Ora qui passe devant la chanteuse barbadienne Rihanna pour obtenir le rôle.

### Tournage
Le tournage débute le 30 juillet 2012 à Londres. Faute d'autorisations pour tourner une scène d'action à Piccadilly Circus, une réplique a été construite dans les studios de Shepperton. L'équipe tourne également sur le Lambeth Bridge.
Le tournage est ensuite passé par Marseille, mais la production préfère finalement les Îles Canaries et plus particulièrement Tenerife, pour des raisons financières.
Fin août 2012, des scènes de cascades automobiles sont tournées à Glasgow en Écosse.

## Bande originale
Bandes originales de Fast and Furious
Fast and Furious 5
(2011) Fast and Furious 7
(2015)
Le compositeur espagnol Lucas Vidal compose la musique du film. En parallèle, Def Jam sort un album des chansons du film notamment celles des rappeurs Ludacris, 2 Chainz et Wiz Khalifa ou encore d'artistes electro comme The Crystal Method ou deadmau5.
Liste des titres
| No  | Titre                            | Interprète(s)                            | Durée |
| --- | -------------------------------- | ---------------------------------------- | ----- |
| 1.  | We Own It (Fast & Furious)       | 2 Chainz et Wiz Khalifa                  | 2:38  |
| 2.  | Ball                             | T.I. featuring Lil Wayne                 | 3:27  |
| 3.  | Con Locura                       | Sua featuring Jiggy Drama                | 3:48  |
| 4.  | HK Superstar                     | MC Jin featuring Daniel Wu               | 3:24  |
| 5.  | Failbait                         | deadmau5 featuring Cypress Hill          | 4:55  |
| 6.  | Bada Bing                        | Benny Banks                              | 3:20  |
| 7.  | Burst! (Bart B More Remix)       | Peaches                                  | 6:12  |
| 8.  | Mister Chicken                   | Deluxe                                   | 3:21  |
| 9.  | Roll It Up                       | The Crystal Method                       | 6:01  |
| 10. | Here We Go/Quasar (Hybrid Remix) | Hard Rock Sofa et Swanky Tunes           | 6:04  |
| 11. | Bandoleros                       | Don Omar featuring Tego Calderón         | 5:06  |
| 12. | Rest of My Life                  | Ludacris featuring Usher et David Guetta | 4:07  |

## Accueil

### Accueil critique
Fast and Furious 6 a reçu des critiques généralement positives de la part des critiques. Sur le site Rotten Tomatoes, la cote du film est de 70 %, basé sur 201 critiques avec une note moyenne de 6,2⁄10. Le consensus critique du site se lit comme suit: "Avec son humour riche et ses scènes d'action extraordinaires, Fast and Furious 6 s'appuie sur la formule gagnante qui a fait de Fast 5 un succès critique et commercial". Metacritic attribue au film 61⁄100, sur la base de 39 critiques, indiquant "des critiques généralement favorables". Les sondages CinemaScore ont révélé que la note moyenne attribuée par les cinéphiles au film était un "A" sur une échelle de A + à F.
L'accueil en France est plus modéré, le site AlloCiné lui attribue une moyenne de 4⁄5.

### Box-office
| Pays ou région    | Box-office        | Date d'arrêt du box-office | Nombre de semaines |
| ----------------- | ----------------- | -------------------------- | ------------------ |
| États-Unis Canada | 238 679 850 $,    | 5 septembre 2013           | 15                 |
| France            | 2 994 362 entrées | 30 juillet 2013            | 10                 |
| Total mondial     | 788 679 850 $     | 15 septembre 2013          | -                  |

## Commentaires

### Véhicules utilisés
Véhicules principaux
| Véhicule                   | Année | Couleur                    | Conduit par     | Scène                                                 | Anecdote                                                                                             |
| Dodge Challenger SRT-8     | 2010  | Noir                       | Dominic Toretto | Début du film, lors de l'accouchement de Mia Toretto. | |
| Nissan GT-R R-35           | 2010  | Gris                       | Brian O'Conner  | Début du film, lors de l'accouchement de Mia Toretto. | |
| Dodge Daytona              | 1969  | Rouge bordeaux             | Dominic Toretto | Vente aux enchères et attaque du convoi militaire.    | Subit des dommages au niveau carrosserie puis est encastré dans une glissière de sécurité.           |
| Ford Escort Mark I RS-2000 | 1974  | Bleu avec bandes blanches  | Brian O'Conner  | Vente aux enchères et attaque du convoi militaire.    | Subit des dommages au niveau carrosserie.                                                            |
| Ford Mustang Mach I        | 1969  | Blanche avec bandes noires | Roman Pearce    | Vente aux enchères et attaque du convoi militaire.    | Subit des dommages au niveau carrosserie puis se fait écraser par le char volé par l'équipe de Shaw. |
| Flip Car No 1              | 2012  |                            | Owen Shaw       | Course de nuit dans les rues de Londres               | |
| Flip Car No 2              | 2012  |                            | Vegh            | Course de nuit dans les rues de Londres               | Détruite à la fin du film.                                                                           |
| BMW M5 E-60                | 2011  | Noir                       | Dominic Toretto | Course de nuit dans les rues de Londres               | |
| BMW M5 E-60                | 2011  | Noir                       | Brian O'Conner  | Course de nuit dans les rues de Londres               | Subit des dommages au niveau carrosserie puis se fait détruire par une des Flip Car.                 |
| BMW M5 E-60                | 2011  | Noir                       | Roman Pearce    | Course de nuit dans les rues de Londres               | Subit des dommages au niveau carrosserie puis est détruite par l'équipe de Shaw.                     |
| BMW M5 E-60                | 2011  | Noir                       | Tej Parker      | Course de nuit dans les rues de Londres               | Subit des dommages au niveau carrosserie puis est détruite par l'équipe de Shaw.                     |
| BMW M5 E-60                | 2011  | Noir                       | Gisele & Han    | Course de nuit dans les rues de Londres               | Reçoit des balles d'un sniper.                                                                       |
| Jensen Interceptor         | 1966  | Gris mat                   | Leticia Ortiz   |                                                       | |
| Navistar MXT               | 2012  | Gris mat                   | Luke Hobbs      |                                                       | |
| Alfa Romeo Giulietta Sport | 2012  | Rouge                      | Brian & Mia     | Attaque de l'avion                                    | Fin du film.                                                                                         |

Véhicules secondaires
| Véhicule                                    | Année | Couleur                       | Conduit par           | Scène                                                                       | Anecdote                                                                                        |
| Aston Martin DB9                            | 2009  | Noire                         | Owen Shaw             | Dialogue avec Dom après la course de rue                                    |                                                                                                 |
| Lucra LC470                                 | 2012  | Jaune et verte                | Tej Parker            | Attaque du convoi militaire                                                 |                                                                                                 |
| Ferrari FXX Replica                         |       | Rouge et blanche              | Tej Parker            | Début du film                                                               |                                                                                                 |
| Range Rover L322                            |       |                               |                       | Course-poursuite à Londres                                                  | Subit quelques dommages de carrosserie par Brian                                                |
| Mazda RX-7 Kit carrosserie Veilside fortune | 1994  | Orange et noire               | Han                   | Reprise de la poursuite de Fast and Furious: Tokyo Drift après le générique | Détruite par Deckard Shaw                                                                       |
| Renault Magnum                              |       | Gris foncé mat                |                       | Convoi militaire sur l'autoroute                                            | Détruit par le câble tendu au milieu de l'autoroute puis par le char                            |
| Dodge Charger SRT8                          | 2012  | Grise                         | Dominic Toretto & Han | Attaque de l'avion                                                          | Celle de Dominic Toretto saute par le nez de l'avion en feu et s'écrase en tonneaux             |
| Ducati Monster                              | 2012  | Rouge et noire                | Han & Gisele          | Attaque du convoi militaire                                                 |                                                                                                 |
| Ford Crown Victoria                         |       |                               | Agent Stasiak         | Retour temporaire de Brian à Los Angeles                                    |                                                                                                 |
| Mercedes-Benz Classe G                      |       |                               | Owen Shaw             | Attaque de l'avion                                                          | Percute le volet de sécurité à l'arrière de l'avion, ce qui éjecte Shaw à travers le pare brise |
| Mercedes-Benz Classe S                      |       |                               | Deckard Shaw          | Scène post-crédits                                                          | Détruit la Mazda RX7 Veilside de Han                                                            |
| Harley Davidson XR 1200                     | 2008  | Orange et noire               | Han                   | Attaque du convoi militaire                                                 |                                                                                                 |
| Jaguar Eagle E-Type Speedster               | 2011  | Vert foncé                    |                       | Vente aux enchères                                                          |                                                                                                 |
| Jaguar XK140                                | 1957  | Bleu foncé                    |                       | Vente aux enchères                                                          |                                                                                                 |
| Chevrolet Camaro SS                         | 1968  | Orange et noire               |                       | Vente aux enchères                                                          |                                                                                                 |
| Aston Martin DB5                            | 1964  | Grise                         |                       | Vente aux enchères                                                          |                                                                                                 |
| Ferrari 458 Italia                          | 2012  | Jaune                         |                       | Interrogatoire                                                              |                                                                                                 |
| Lamborghini Aventador LP700-4               | 2012  | Orange et noire               |                       | Interrogatoire                                                              |                                                                                                 |
| Koenigsegg CCR                              | 2004  | Orange                        |                       | Rencontre Dom et Leti                                                       |                                                                                                 |
| Mercedes-Benz SLS AMG                       | 2010  | Rouge                         |                       | Rencontre Dom et Leti                                                       |                                                                                                 |
| Ferrari F430                                | 2004  | Noire bandes chromées         |                       | Rencontre Dom et Leti                                                       |                                                                                                 |
| Ferrari F430 Scuderia                       | 2007  | Blanche bande drapeau italien |                       | Rencontre Dom et Leti                                                       |                                                                                                 |
| Koenigsegg CCR                              | 2004  | Carbone et rouge              |                       | Rencontre Dom et Leti                                                       |                                                                                                 |
| Pagani Zonda F                              | 2005  | Carbone                       |                       | Rencontre Dom et Leti                                                       |                                                                                                 |
| Spyker C8                                   | 2001  | Noire et chrome               |                       | Rencontre Dom et Leti                                                       | Apparemment gagnée par Leti lors de la course de rue à Londres                                  |
| Ferrari F40                                 | 1990  | Rouge                         |                       | Rencontre Dom et Leti                                                       |                                                                                                 |
| Lamborghini Gallardo LP560-4                | 2008  | Blanche                       |                       | Rencontre Dom et Leti                                                       |                                                                                                 |

### Scène avec l'avion
En considérant la durée de la scène avec l'avion (13 minutes) et la vitesse des voitures durant le tournage (185 km/h selon Dwayne Johnson) ou la vitesse probable du cargo dans de telles conditions (entre 225 et 241 km/h), des calculs estiment que la piste devrait mesurer entre 29,6 km (ou 18,37 miles) et 42 km (26 miles) selon un article publié par la BBC, alors que la plus longue piste existante au moment des estimations, à l'aéroport de Qamdo Bamda, mesure 5,6 km. D'autres calculs ont proposé des longueurs encore plus importantes, estimant la piste à 27,86 miles (soit plus de 43km) selon Empire et à 28,829 miles (soit environ 45 km) selon Vulture, le webzine édité par le magazine New York.

## Distinctions
Entre 2013 et 2017, Fast and Furious 6 a été sélectionné 32 fois dans diverses catégories et a remporté 10 récompenses.

### 2013
| Festivals de cinéma                                                          | Catégorie / Récompense                                                         | Nommé(es) / Lauréat(es)                   | Nommé(es) / Lauréat(es) |
| ---------------------------------------------------------------------------- | ------------------------------------------------------------------------------ | ----------------------------------------- | ----------------------- |
| Choix des enfants Nickelodeon (Inde) (Nickelodeon Kids' Choice Awards India) | Film hollywoodien préféré                                                      | Fast and Furious 6                        | Nomination              |
| Prix de la bande-annonce d'or                                                | Prix de la bande-annonce d’or du Meilleur spot TV de film d'action             | Universal Pictures et The AV Squad        | Lauréat                 |
| Prix de la bande-annonce d'or                                                | Prix de la bande-annonce d’or du Meilleur spot télévisé à succès de l'été 2013 | Universal Pictures et The AV Squad        | Lauréat                 |
| Prix de la bande-annonce d'or                                                | Meilleure bande-annonce blockbuster de l'été 2013                              | Universal Pictures et The AV Squad        | Nomination              |
| Prix de la bande-annonce d'or                                                | Meilleur montage sonore                                                        | Universal Pictures et The AV Squad        | Nomination              |
| Prix de la bande-annonce d'or                                                | Meilleure affiche de cinéma                                                    | Universal Pictures                        | Nomination              |
| Prix du cinéma hollywoodien                                                  | Nommé au Prix du film hollywoodien                                             | Justin Lin                                | Nomination              |
| Prix du jeune public                                                         | Prix du jeune public du Meilleur film d'été : action / aventure                | Fast and Furious 6                        | Lauréat                 |
| Prix du jeune public                                                         | Meilleure star masculine de cinéma d'été                                       | Dwayne Johnson                            | Nomination              |
| Prix du jeune public                                                         | Meilleure star féminine de cinéma d'été                                        | Michelle Rodriguez                        | Nomination              |
| Prix du jeune public                                                         | Meilleure alchimie                                                             | Vin Diesel, Dwayne Johnson et Paul Walker | Nomination              |
| Prix IGN du cinéma d'été (IGN Summer Movie Awards)                           | Prix IGN du Meilleur film d'action                                             | Fast and Furious 6                        | Lauréat                 |
| Prix IGN du cinéma d'été (IGN Summer Movie Awards)                           | Meilleure bande-annonce de film                                                | Fast and Furious 6                        | Nomination              |
| Prix Schmoes d'or (Golden Schmoes Awards)                                    | Meilleure scène d'action de l'année                                            | Poursuite / bataille sur piste            | Nomination              |
| Société des critiques de films de Phoenix                                    | Prix PFCS des Meilleures cascades                                              | -                                         | Lauréat                 |

### 2014
| Festivals de cinéma                                                                            | Catégorie / Récompense                                                                | Nommé(es) / Lauréat(es) | Nommé(es) / Lauréat(es) |
| ---------------------------------------------------------------------------------------------- | ------------------------------------------------------------------------------------- | --- | ----------------------- |
| Académie des films de science-fiction, fantastique et d'horreur - Prix Saturn                  | Prix Saturn du Meilleur film d'action ou d'aventure                                   | Fast & Furious 6 | Lauréat                 |
| Académie des films de science-fiction, fantastique et d'horreur - Prix Saturn                  | Meilleur montage                                                                      | Christian Wagner, Kelly Matsumoto et Dylan Highsmith | Nomination              |
| Éditeurs de sons de films                                                                      | Meilleur montage sonore - Effets et bruitages dans un long métrage                    | Peter Brown, Jay Wilkinson, Peter Staubli, Stephen P. Robinson, Harry Cohen, Paul Aulicino, Gary A. Hecker, Gary Marullo, Glynna Grimala, Piero Mura, Kris Fenske et Joe Dzuban | Nomination              |
| Festival du film noir d'Acapulco (Acapulco Black Film Festival / American Black Film Festival) | Artiste de l'année                                                                    | Dwayne Johnson | Nomination              |
| Festival du film noir d'Acapulco (Acapulco Black Film Festival / American Black Film Festival) | Meilleur casting                                                                      | Jordana Brewster, Tyrese Gibson, Ludacris, Vin Diesel, Dwayne Johnson, Paul Walker, Luke Evans, Michelle Rodriguez, Gina Carano et Sung Kang                                    | Nomination              |
| Prix de la Fondation Imagen                                                                    | Meilleure actrice / actrice dans un second rôle dans un long métrage                  | Michelle Rodriguez | Nomination              |
| Prix du public                                                                                 | Film de l'année                                                                       | Fast & Furious 6 | Nomination              |
| Prix du public                                                                                 | Film d'action préféré                                                                 | Fast & Furious 6 | Nomination              |
| Prix Huading                                                                                   | Prix Huading du Meilleur film mondial                                                 | Fast & Furious 6 | Lauréat                 |
| Prix MTV Movie                                                                                 | Prix MTV Movie du Meilleur duo à l'écran                                              | Vin Diesel et Paul Walker | Lauréat                 |
| Syndicat des acteurs de cinéma et de télévision aux États-Unis                                 | Meilleure équipe de cascadeurs                                                        | Fast & Furious 6 | Nomination              |
| Taurus - Prix mondiaux des cascades                                                            | Prix Taureau dun Meilleur coordinateur de cascade et / ou réalisateur de la 2e équipe | Spiro Razatos, Andy Gill, Greg Powell, Troy Robinson et Universal Pictures | Lauréat                 |
| Taurus - Prix mondiaux des cascades                                                            | Meilleure cascade automobile                                                          | Martin Ivanov | Nomination              |
| Taurus - Prix mondiaux des cascades                                                            | Meilleure cascade automobile                                                          | Lee Millham | Nomination              |
| Taurus - Prix mondiaux des cascades                                                            | Meilleure cascade automobile.                                                         | Mark Higgins, Jalil Jay Lynch, Steve Kelso, Rob Hunt et Denney Pierce | Nomination              |
| Taurus - Prix mondiaux des cascades                                                            | Meilleure cascade automobile.                                                         | Henry Kingi Jr., Oakley Lehman, Jalil Jay Lynch et Mark Anthony Newman | Nomination              |

### 2017
| Festivals de cinéma | Catégorie / Récompense    | Nommé(es) / Lauréat(es)        | Nommé(es) / Lauréat(es) |
| ------------------- | ------------------------- | ------------------------------ | ----------------------- |
| Prix MTV Movie & TV | Prix de la génération MTV | Franchise Fast and the Furious | Lauréat                 |